# Hank Voight
Henry "Hank" Voight es un personaje de ficción de la serie de televisión Chicago PD. Apareció de manera recurrente en la serie Chicago Fire y como personaje principal en Chicago PD, como jefe de la Unidad de Inteligencia del Departamento de Policía de Chicago, que opera en el ficticio Distrito 21. A pesar de la reputación del sargento Voight como un policía sospechoso de ser corrupto y de utilizar métodos deshonestos y poco éticos, se gana la lealtad y el respeto de su unidad.
El personaje fue presentado en la serie Chicago Fire como un policía corrupto que intenta encubrir el crimen de su hijo Justin y utiliza todos los medios a su dispocisión para hacerlo, incluida la amenaza al teniente de bomberos Matthew Casey, interpretado por Jesse Spencer, protagonista de Chicago Fire. Las circunstancias de Voight finalmente se aclararon con la creación del spin-off Chicago PD. Sin embargo, mantiene una disputa bien documentada con Casey como resultado de eventos pasados entre ambos. Sus interacciones con los bomberos del distrito 51 se caracterizan por la tensión y la desconfianza con el equipo. A pesar de esto, logra ganarse su respeto de manera progresiva debido a su compromiso constante con la búsqueda de justicia para las víctimas de delitos.  
Voight lleva una SIG Sauer P229 como arma de mano.  

## Relaciones personales
Hank tenía un hijo llamado Justin, a quien rescata en el episodio de Chicago Fire "Cortesía profesional" después de que se estrella contra una camioneta bajo los efectos del alcohol. Como resultado de la imprudencia de Justin, un niño que estaba en la camioneta queda paralizado de la cintura para abajo, lo que le impide volver a jugar al hockey. Este incidente marca el comienzo de la tensión entre Hank y Casey.
Hank es viudo; su esposa Camille murió seis años antes del episodio de Chicago P.D.  "Ahora soy Dios" debido a que padecía de cáncer de ovario.  El padre de Hank, Richard, también era un oficial de la policía de Chicago y fue asesinado cuando Hank tenía 8 años.
Mientras trabajaban en un caso conjunto con la Unidad de Víctimas Especiales del Departamento de Policía de Nueva York, Voight y la Capitán Olivia Benson, interpretada por Mariska Hargitay, establece un vínculo de confianza y amistad a pesar de sus diferentes métodos.  
La fiscal adjunta Nina Chapman, al final de la temporada 9. Después de trabajar en numerosos casos con Voight, finalmente le dice que siente algo por él. El complejo pasado de Voight le ha impedido corresponder a esos sentimientos.

## EnChicago Fire
El personaje de Voight apareció por primera vez en Chicago Fire como antagonista. Su estilo de trabajo, caracterizado por métodos considerados poco convencionales, generó conflictos con el teniente Matthew Casey, bombero de la estación 51. La tensión entre ambos se intensificó luego de un accidente automovilístico en el que estuvo involucrado Justin, hijo de Voight, quien había estado bebiendo. El caso, que pudo haber resultado en un cargo por conducción bajo los efectos del alcohol (DUI), se complicó aún más debido a que el pasajero del otro vehículo quedó paralizado de la cintura hacia abajo. 
Voight intentó evitar que el teniente Casey presentara el informe policial contra su hijo, Justin. Inicialmente, ofreció sobornos, como la entrega de un televisor para el Departamento de Bomberos de Chicago (CFD). Al no lograr su cometido, escaló a amenazas físicas dirigidas a Casey y a su prometida, la doctora Hallie Thomas. Posteriormente, intentó agredir o incluso asesinar a Casey, lo que derivó en su arresto durante una operación encubierta liderada por el detective Antonio Dawson, interpretado por Jon Seda. 
Mientras está en prisión, le ofrece a Gabriela Dawsonm interpretada por Monica Raymund, información sobre quién disparó a Antonio, quien estaba trabajando de encubierto en ese momento. Esto fue a cambio de un favor futuro, que Dawson aceptó de mala gana. 
Posteriormente, Asuntos Internos libera a Voight de la prisión y lo asciende a Sargento de la Unidad de Inteligencia del CPD. Voight comenzó a trabajar con Dawson y la detective Juliet "Jules" Willhite, interpretada por Melissa Sagemiller, para investigar una serie de asesinatos relacionados con enfermeras de farmacia. El caso estaba relacionado con un traficante de drogas llamado Thomas Cobb, a quien Voight mató para proteger a Casey. Desafortunadamente, Hallie fue asesinada después de descubrir accidentalmente una operación de drogas en la clínica en la que trabajaba. 
Más adelante en la serie, investiga un tiroteo entre pandillas que se cobró la vida de una joven. Trabajando junto a Dawson y la detective Erin Lindsay, interpretada por Sophia Bush, Voight utiliza al hermano del bombero Joe Cruz, Leon, quien tenía vínculos anteriores con la pandilla, como parte de una operación encubierta. La operación finalizó con la captura exitosa del supuesto jefe de la pandilla, pero también con la muerte de dos pandilleros.
En el episodio de Chicago Fire "Categoría 5", cuando Voight quiere la ayuda de Casey con una investigación sobre Jack Nesbitt, Casey lo rechaza, lo que indica que todavía hay tensiones entre ellos. Casey finalmente acepta obtener algo de información después de que él mismo nota que algo no estaba bien. En el final de la temporada 3, Gabriela descubre que Casey ha desaparecido.

## EnChicago P.D.
En el Departamento de Policía de Chicago, Voight es ampliamente considerado un oficial sospechoso de corrupción debido a sus vínculos con individuos delictivos del submundo local, su historial de violaciones al protocolo policial y su presunta aceptación de sobornos. A lo largo de la serie, se revela que Voight ha participado en actividades delictivas y ha encubierto ciertos crímenes. 
A pesar de su enfoque controvertido, Voight es representado como un veterano comprometido con su labor, con una fuerte dedicación a las víctimas y una preocupación constante por los jóvenes en situación de vulnerabilidad. Además, demuestra lealtad hacia sus compañeros y un fuerte apego a la ciudad de Chicago. Posteriormente, se revela que colabora con Asuntos Internos, utilizando su reputación de oficial corrupto como fachada en una operación encubierta destinada a desmantelar organizaciones criminales de alto perfil en la ciudad. 
Antes de su arresto en 2012, Hank Voight trabajó durante casi 15 años en la Unidad de Pandillas del Departamento de Policía de Chicago. Durante ese tiempo, colaboró estrechamente con el detective Alvin Olinsky, interpretado por Elias Koteas, su amigo de toda la vida, quien posteriormente fue transferido a la Unidad de Inteligencia. También trabajó con el detective Jimmy Shi, interpretado por Mark Dacascos, quien pasó a liderar una unidad encubierta especializada en delitos relacionados con el vicio en el barrio de Chinatown.
Se revela que hace varios años, después de la muerte del socio de Olinsky, Eddie Penland, Voight, Shi y Olinsky llevaron al asesino, Browning, a los muelles y lo mataron llevándolo "a dar un paseo en bote". 
Voight mantiene una relación tensa con su hijo, Justin Voight, posiblemente debido a las exigencias de su labor como oficial del Departamento de Policía de Chicago, que limitaban su tiempo en familia. Justin presenta una conducta problemática, con antecedentes de consumo de alcohol, peleas en bares y relaciones con personas vinculadas a actividades delictivas.
En una ocasión, Justin estuvo involucrado como cómplice en el asesinato de un miembro de una pandilla rival, perpetrado por su amigo Joe Catalano. Posteriormente, el detective Antonio Dawson informa a Voight que Justin actuó como un peón sin conocimiento pleno del crimen. Voight decide encubrir su participación y evitar una investigación formal. Para alejarlo de futuros conflictos, lo obliga a alistarse en el Ejército de los Estados Unidos.
Más adelante, Voight asesina a Catalano, arrojándolo al río, como represalia por haber involucrado a su hijo en el crimen.
A pesar de los conflictos con su hijo, Voight demuestra un patrón de comportamiento protector hacia jóvenes en situación de vulnerabilidad. Asumió la tutela legal de Erin Lindsay durante su adolescencia, ayudándola a alejarse del consumo de drogas. Lindsay, en gratitud, se convirtió en su informante confidencial y posteriormente ingresó como oficial al Departamento de Policía de Chicago.
En otro caso, Voight intervino en la vida de D'Anthony, un niño de 13 años involucrado en actividades relacionadas con pandillas debido a la influencia de su primo mayor. Voight logró apartarlo de ese entorno y, posteriormente, entregó 4.000 dólares a la tía del menor para cubrir sus necesidades básicas.

## Temporada 2
Voight se entera de que será abuelo al conocer a Olive, quien quedó embarazada de su hijo Justin antes de que este se alistara en el Ejército. En el episodio de Chicago P.D. “Una mujer honesta”, Voight y Olive son secuestrados por dos delincuentes que exigen acceso a una caja fuerte perteneciente a Voight. La situación se origina cuando Olive, sin saber las consecuencias, menciona a un antiguo amigo que Justin conocía la ubicación del escondite de su padre. Esta persona traiciona su confianza, compartiendo la información con terceros.
Uno de los delincuentes confronta a Olive y la hiere con un cuchillo, aunque sin afectar al bebé, como una advertencia de que estaba dispuesto a poner en riesgo su vida si no colaboraba. Voight identifica a los responsables, interroga con severidad a los involucrados y amenaza a uno de los agresores. Uno de ellos es asesinado por su cómplice durante los eventos, y Voight arresta al responsable. Aunque está a punto de matarlo, finalmente se limita a golpearlo antes de entregarlo a las autoridades.
Al final del episodio, Voight entrega a Justin un anillo que pertenecía a su madre, el cual había sido robado durante el incidente pero fue recuperado, y lo anima a proponerle matrimonio a Olive.
Voight mantiene una relación de amistad con la sargento de escritorio del Distrito 21, Trudy Platt interpretada por Amy Morton. También tiene una relación de trabajo funcional con el comandante del distrito, Ron Perry, interpretado por Robert Ray Wisdom, quien, a pesar de tener múltiples objeciones hacia Voight, lo respaldó para liderar la Unidad de Inteligencia debido a sus resultados comprobados.
Sin embargo, la relación de Voight con el sucesor de Perry, el comandante Fischer, interpretado por Kevin J. O'Connor, es menos cordial y se caracteriza por tensiones profesionales persistentes.
En "Chicago Crossover", un episodio de la serie Ley y Orden: Unidad de Víctimas Especiales, Voight interrumpe un interrogatorio manejado por los detectives de la UVE Nick Amaro, interpretado por Danny Pino, y Amanda Rollins, interpretada por  Kelli Giddish, para hacer su propia forma de interrogatorio, golpear al sospechoso para que diga lo que sabe. Benson lo detiene y amenaza con arrestarlo, pero en el camino ella lo permite. Durante el transcurso del caso, ambos logran entablar una amistad.
En el episodio "The Three Gs", tras participar en un caso relacionado con la trata de personas, Voight confronta a un oficial que presentó una queja formal contra el agente Sean Roman. Durante el encuentro, Voight le ofrece cubrir los gastos de una visita al dentista o, en caso contrario, lo amenaza con agredirlo físicamente. 
En el episodio "Daydream Believer", Voight confronta al asesino en serie Greg Yates, interpretado por Dallas Roberts, tras el secuestro y asesinato de Nadia Decotis, interpretada por Stella Maeve, administradora civil asignada a la Unidad de Inteligencia. Al observar la escena del crimen, Voight amenaza a Yates con agredirlo físicamente. Posteriormente, cuando Yates se encuentra bajo custodia, Voight releva al oficial de correcciones y lo maltrata, afirmando que debe experimentar el sufrimiento de sus víctimas y mantenerse constantemente alerta. 
Al final del episodio "There's My Girl", el sargento Voight toma la decisión de degradar al oficial Kevin Atwater tras el resultado de una investigación interna realizada por la Oficina de Asuntos Internos (IAB). La investigación se originó luego de que Atwater dejara una lata de refresco con un sospechoso bajo custodia, quien posteriormente se suicidó. Como consecuencia, Voight asciende a la oficial Kim Burgess para ocupar el puesto vacante en la Unidad de Inteligencia.
En el episodio "Born Into Bad News", Voight expresa su preocupación por Erin Lindsay al notar que presenta actitudes similares a las que mostraba en su pasado problemático. Esta inquietud se intensifica cuando Bunny, madre de Lindsay, reaparece en su vida, lo que reaviva la tensión entre ambas figuras, dada su relación conflictiva.
Al final del episodio, Voight le ruega a Lindsay que no abandone el Departamento de Policía, intentando convencerla de que mantenga distancia con su madre. Sin embargo, Lindsay reafirma su decisión de permitir que Bunny tenga un papel en su vida.
En el episodio "Start Digging", el sargento Hank Voight recibe una propuesta de ascenso al rango de teniente por parte de la comandante Emma Crowley (Barbara Eve Harris) y altos mandos del Departamento de Policía de Chicago, como parte de una reestructuración liderada por el nuevo superintendente que busca retirar a oficiales con historial polémico de las calles. No obstante, antes de tomar una decisión, su hijo Justin es atacado y fallece a causa de las heridas.
A raíz de este hecho, Voight emprende una búsqueda personal para localizar al responsable. Finalmente, sus colegas lo llevan ante Kevin Bingham, autor del crimen. Voight lo obliga a cavar su propia tumba y lo ejecuta en un área apartada conocida como “Los Silos”.
En el episodio "Los Silos", la comandante Crowley y agentes de la Oficina de Asuntos Internos trasladan a Voight al lugar del crimen para intentar recuperar el cuerpo y obtener una confesión. Al no hallar restos, lo liberan por falta de pruebas. Posteriormente se revela que Erin Lindsay y Alvin Olinsky habían trasladado el cadáver antes de que las autoridades llegaran.
En el episodio "Grasping for Salvation", una investigación sobre el asesinato de un menor conduce al descubrimiento de un arma relacionada con un caso resuelto 17 años atrás por Hank Voight y su entonces compañero, el detective Denny Woods (posteriormente ascendido a teniente). Al enterarse de que Voight ha reabierto el caso por iniciativa propia, Woods lo denuncia ante la junta de revisión por incumplir una orden directa.
Durante la investigación, Voight descubre que el sospechoso arrestado en el caso original era inocente e intenta obtener su liberación. Posteriormente, se revela que Denny Woods manipuló pruebas en aquel entonces, lo que condujo a la condena errónea del acusado.

## Temporada 5
En el episodio "Reform", Voight acude a un psiquiatra tras la salida de Erin Lindsay del Departamento de Policía de Chicago, quien se une al FBI. Posteriormente, enfrenta tensiones laborales con el teniente Denny Woods, designado como nuevo auditor independiente del departamento. Durante este período, Voight forma una alianza con el concejal Ray Price, especialmente cuando se ve implicado en una investigación relacionada con el detective Jay Halstead.
En el episodio "Promise", Voight entrega información sensible a un líder de pandilla cuya sobrina fue una de las víctimas de un violador y asesino en serie. Le proporciona datos sobre la identidad y ubicación del perpetrador, facilitando así que pueda tomar represalias por cuenta propia.
En el episodio "Snitch", Voight comienza a sospechar del detective Antonio Dawson tras verlo reunido en un estacionamiento con el fiscal estatal adjunto Steve Kot. A raíz de este encuentro, Voight le indica a Alvin Olinsky que observe de cerca a Dawson, expresando que no confía en sus intenciones.
En el episodio "Monster", Voight comienza a sospechar que Adam Ruzek podría ser un informante de Asuntos Internos, especialmente después de la apertura de una investigación contra Jay Halstead y de que Ruzek cuestionara a la sargento Trudy Platt sobre una suma de dinero faltante. Como parte de una prueba, Alvin Olinsky lleva a Ruzek a lo que aparenta ser una reunión con un informante confidencial. Sin embargo, al llegar, Ruzek se encuentra con Voight, quien revela que él mismo era el informante en cuestión, confirmando sus sospechas sobre la traición dentro del equipo.
En el episodio "Rabbit Hole", Voight se muestra frustrado por la evidencia acumulada en su contra en el marco de la investigación liderada por el teniente Denny Woods. Aunque no puede intervenir directamente en los cargos, conspira junto con Adam Ruzek para recopilar pruebas que comprometan a Woods. Tras una reunión entre Ruzek y Woods, se revela que Voight observaba la escena desde la distancia, supervisando la operación.
En el episodio "Chasing Monsters", Voight observa una escena del crimen desde un puente, donde agentes investigan el hallazgo de restos humanos. Alvin Olinsky llega al lugar y Voight le comenta que “es lo que pensaban”, sugiriendo que se comuniquen con Erin Lindsay para informarle de la situación. Olinsky lo tranquiliza, asegurándole que actuó correctamente.
Posteriormente, el teniente Denny Woods informa que los restos fueron hallados durante obras para la construcción de un supermercado en un terreno ferroviario abandonado. El laboratorio forense identifica los restos como los de Kevin Bingham, responsable del asesinato de Justin Voight. Woods indica que, debido a los antecedentes de Voight, el FBI y otras entidades están involucradas en la revisión del caso.
Al final del episodio, Voight se encuentra con Woods en un bar. Durante la conversación, Woods le revela que se encontró una bala junto al cuerpo de Bingham. La bala coincide con una utilizada en un tiroteo durante un robo ocurrido años atrás; en ese caso, Voight realizó el arresto, pero el arma nunca fue recuperada. Woods afirma que las pruebas se están acumulando y que, en su opinión, es solo cuestión de tiempo antes de que la verdad salga a la luz.
En el episodio "Fantasmas", se revela que Hank Voight tiene vínculos con un grupo conocido como la Torre de Marfil. 
En el episodio "Payback", Hank Voight obtiene el nombre de un testigo llamado Rubén, vinculado a la investigación del asesinato de Kevin Bingham. Desde su vehículo, observa a Rubén en lo que parece ser una transacción con un individuo desconocido. Una vez que el testigo se retira, Voight se aproxima al otro sujeto.
Posteriormente, investiga a Rubén con la intención de encontrar información comprometedora. Sin embargo, descubre que se trata de una persona en proceso de rehabilitación de adicciones que intenta reconstruir su vida. Ante esta realidad, Voight decide no proceder en su contra.
En el episodio "Saved", Hank Voight reconoce a Hannah Cates, una joven con la que tuvo una conexión en el pasado, subiendo a una camioneta con un desconocido. Al intentar seguirlos, Voight y Adam Ruzek se ven obligados a desviar su atención cuando oyen disparos provenientes de una cooperativa de crédito, presenciando así un robo en curso.
Durante la investigación, imágenes de seguridad revelan a Hannah empuñando un arma, lo que lleva a la mayoría del equipo a dudar de su inocencia. No obstante, Voight sospecha que ella fue coaccionada. Se revela que, en el pasado, fue la esposa de Voight, Camille, quien le ofreció ayuda a Hannah, no él directamente. Después de la enfermedad de Camille y la muerte de su hijo Justin, Voight se distanció, dejando a Hannah sin apoyo.
El caso culmina cuando Voight y su equipo localizan a Hannah y a su cómplice, Mike, en un concesionario de automóviles. Al enfrentarlos, Voight intenta persuadir a Hannah para que se rinda. Sin embargo, Mike la arrastra fuera del edificio y provoca a la policía, lo que resulta en un tiroteo que termina con la muerte de ambos. Voight sostiene el cuerpo de Hannah y le ofrece una disculpa, atribuyéndose cierta responsabilidad por no haber estado presente cuando ella lo necesitaba. Más tarde, en una conversación con Alvin Olinsky, Voight revela que Camille fue maestra de Hannah y que él intentó cuidar de ella hasta que su atención se desvió por la tragedia familiar.
En el episodio "Homecoming", Voight se dirige al domicilio de Denny Woods con la intención de negociar un acuerdo, dispuesto a confesar el asesinato de Kevin Bingham a cambio de exonerar al detective Alvin Olinsky. Planea presentarse con el asistente del fiscal estatal, James Osha, y Olinsky, pero antes de concretar la reunión, recibe un mensaje informándole que Olinsky ha sido apuñalado en prisión. Voight acude de inmediato al Chicago Med, donde presencia cómo Olinsky es trasladado de urgencia a cirugía. Antes de ser intervenido, Olinsky le dice a Voight que él se hará cargo.
Tiempo después, un cirujano informa a Voight que Olinsky no sobrevivió a la operación. Con visible pesar, Voight comunica la noticia al resto del equipo en la sala de espera del hospital. En un encuentro posterior con Osha, Voight lo reprende, responsabilizándolo por la situación y acusándolo de manipular a Olinsky durante el proceso judicial. A la mañana siguiente, Voight confronta al director de la prisión con una fuerte diatriba.
Al investigar el asesinato, descubre mediante un oficial penitenciario corrupto la identidad del autor material. Voight lo golpea en un armario de almacenamiento y justifica la agresión alegando defensa propia. El detective Antonio Dawson duda de la versión, pero Voight le indica que puede apartarse de la investigación si no confía en su relato. Las transferencias bancarias del guardia implicado conducen a un nombre: Alberto Flores. Bajo presión física de Voight, Flores revela el nombre de Carlos De León, presunto miembro del Cártel de Cali.
En el enfrentamiento final, Voight ordena a Dawson tomar una ruta distinta para poder abordar solo a Carlos. El episodio culmina con Voight confrontando al sospechoso en la azotea de un almacén.
En el episodio "Homecoming", tras localizar a Carlos De León, presunto miembro del Cártel de Cali, Hank Voight lo confronta en la azotea de un almacén. A pesar de que Carlos se encontraba desarmado y suplicó por su vida, Voight le disparó dos veces, alegando que el hombre intentaba buscar un arma. Sin embargo, dos testigos presenciales afirman que Voight disparó “a sangre fría”.
Poco antes de presentar su versión oficial ante sus superiores, Voight recibe una llamada del asistente del fiscal estatal, James Osha. Simultáneamente, Denny Woods solicita una reunión privada con Voight. Se revela que Woods, motivado por un resentimiento originado en los eventos de "Grasping for Salvation", intenta incriminarlo nuevamente, alegando la existencia de un nuevo testigo del asesinato. Voight, no obstante, ya está al tanto de que Woods había sobornado a dicho testigo.
La situación resulta ser una operación encubierta: Asuntos Internos llega a la residencia de Voight y arresta a Woods. Tras el arresto, Voight se reúne afuera con el testigo falso y con Osha, a quienes agradece su colaboración.
El episodio concluye con Voight ahogando su dolor en alcohol, disculpándose ante una fotografía de su difunto amigo Alvin Olinsky y derrumbándose emocionalmente en la azotea, donde grita desconsoladamente.

## Temporada 6
En el episodio "New Normal", el sargento Hank Voight es suspendido temporalmente por la superintendente adjunta Katherine Brennan debido al tiroteo que involucró a Carlos DeLeón. A pesar de la investigación en curso, Voight colabora con Adam Ruzek en un caso sobre muertes provocadas por sobredosis de drogas adulteradas.
Al final del episodio, Voight establece una alianza informal con Brennan después de que ella accede a limpiar el nombre de Alvin Olinsky, restaurando así parcialmente su legado dentro del Departamento de Policía de Chicago. Aunque Meredith Olinsky, viuda de Alvin, le pidió a Voight que no asistiera al funeral, este logra que ella pueda acceder a la pensión correspondiente a su esposo.
En el episodio "Bad Boys", Hank Voight logra que se revoquen los cargos presentados contra el detective Alvin Olinsky, derivados de su arresto en la temporada anterior.
En el episodio "Descent", Voight descubre que el detective Antonio Dawson es adicto a los analgésicos, tras observarlo realizando una compra ilícita a un traficante de drogas. A pesar de la gravedad de la situación, Voight mantiene la información en reserva mientras el equipo trabaja en la investigación del secuestro de la hija de Antonio.
Después de capturar al responsable del crimen, Voight y Adam Ruzek permiten que Antonio confronte al culpable en privado. Durante el enfrentamiento, los intentos de intimidación se descontrolan y Antonio termina empujando al sospechoso por una ventana, causando su muerte.
En el episodio "Brotherhood", tras un incidente que involucra la muerte de un sospechoso, Hank Voight le indica a Antonio Dawson que advierta a Adam Ruzek para que asuma la responsabilidad del hecho. Sin embargo, cuando Ruzek se ofrece a hacerlo, Voight se niega a validar la decisión, evidenciando una postura ambigua frente al sacrificio de su compañero. Esta contradicción genera tensión, y Voight termina enfrentándose verbalmente a Ruzek, con la confrontación a punto de escalar en un altercado físico.
En el episodio "The Forgotten", la desconfianza de Hank Voight hacia el superintendente Brian Kelton se intensifica después de que la organización “Trust” interfiere para cerrar una investigación sobre un asesino en serie. El caso culmina con la muerte de un informante de largo plazo de Voight, lo que genera gran indignación en el sargento.
En el episodio "Pain Killer", Hank Voight y el concejal Ray Price se convierten en el objetivo de un criminal al que Voight había investigado antes de integrarse a la Unidad de Inteligencia. 
En el episodio "What Could Have Been", Hank Voight permite que el concejal Ray Price asuma la responsabilidad de los crímenes cometidos por su esposa, quien mató al novio de Kim Burgess y a un reverendo con el objetivo de proteger a su hija. Aunque consciente de la verdad, Voight respeta la decisión de Price de cargar con la culpa.
En el episodio "Confession", Hank Voight contacta a un viejo amigo de la sargento Trudy Platt, quien trabaja en el ámbito periodístico, para filtrar información sobre un encubrimiento liderado por el superintendente Brian Kelton. El encubrimiento había obstaculizado una investigación previa, permitiendo que un asesino en serie continuara cometiendo crímenes. Gracias a la intervención de Voight, el detective encargado de ese caso accede a testificar públicamente.
Sin embargo, los acontecimientos no se desarrollan como esperaba. La superintendente adjunta Katherine Brennan asume la responsabilidad en lugar de Kelton y presenta su renuncia, frustrando el objetivo inicial de Voight de exponer directamente al superintendente.
En el episodio "Reckoning", la sargento Trudy Platt informa a Hank Voight, Adam Ruzek y Antonio Dawson que la investigación en curso ha sido asumida por Asuntos Internos, lo cual se interpreta como una maniobra del superintendente Brian Kelton para desmantelar la Unidad de Inteligencia. Determinado a no dejarse vencer, Voight promete contraatacar.
Posteriormente, Voight visita a la superintendente adjunta Katherine Brennan y confirma que Kelton pretende ir directamente tras la unidad. Con un plazo de 36 horas antes de las elecciones, se identifica al punto débil de Kelton: un pandillero llamado Wilson Young. Voight moviliza a su equipo para localizar a Young y exponer la corrupción de Kelton, apartándose del procedimiento habitual cuando el propio Kelton redirige la investigación hacia un caso de doble homicidio previamente estancado.
La situación cambia drásticamente cuando Young aparece muerto. Voight sospecha que Kelton estuvo involucrado y lo confronta directamente en la escena del crimen, pero el superintendente niega cualquier conexión. En un momento de tensión, Voight empuja a Ruzek contra una escalera, exigiéndole que no actúe impulsivamente, afirmando que “no es Alvin”, en alusión a su difunto compañero Olinsky. Luego, frustrado por la falta de opciones, Voight golpea una pared antes de retirarse.
Más tarde, Jay Halstead confronta a Voight por mantenerlo al margen, advirtiéndole que algún día él estará al mando de la unidad. La conversación deja a Halstead confundido y a Voight emocionalmente cargado. Aunque Kelton gana las elecciones y se convierte en alcalde electo, al final del episodio es encontrado muerto a tiros en su hogar. La escena culmina con Voight alejándose silenciosamente del lugar

## Temporada 7
En el episodio "Doubt", estreno de la séptima temporada, se muestra el traslado del cuerpo del superintendente Brian Kelton al médico forense para realizarle la autopsia. Dado que aún ostentaba el cargo de superintendente del Departamento de Policía de Chicago (CPD) y era el alcalde electo, recibe los saludos finales por parte de su antiguo departamento en un acto ceremonial.
El superintendente interino Jason Crawford ordena una investigación exhaustiva para esclarecer el homicidio. Hank Voight, quien había visitado a Kelton en su residencia un día antes del asesinato para intentar disuadirlo por última vez, es consciente de que su cercanía al caso podría ponerlo bajo sospecha. Sin embargo, se encontraba ocupado asistiendo a Antonio Dawson con su problema de adicción en el momento en que Kelton fue asesinado, lo que le proporcionó una coartada.
La investigación conduce a Voight a indagar en el pasado de un expolicía del CPD que había sido despedido un año antes y que falleció de un infarto dos semanas antes del homicidio. Esta línea de investigación proporciona a Voight la identidad del verdadero autor del crimen.
En el cierre del arco narrativo iniciado con la muerte de Brian Kelton, se revela que no fue Hank Voight quien disparó al alcalde electo, como inicialmente se sospechaba, sino la ex superintendente adjunta del CPD, Katherine Brennan. Brennan utilizó deliberadamente el vehículo y el arma de un oficial del CPD fallecido para perseguir a Kelton y ejecutarlo, convencida de que su ascenso al cargo de alcalde representaba una amenaza irreversible para la ciudad.
Motivada por su percepción de que los planes de Kelton causarían un grave daño institucional y social a Chicago, Brennan tomó justicia por mano propia. Su decisión fue alimentada por una mezcla de remordimiento y determinación, creyendo firmemente que eliminarlo antes de su juramento era la única forma de evitar el desastre.
En el episodio "Doubt", tras revelarse que Katherine Brennan fue la responsable del asesinato del alcalde electo Brian Kelton, Hank Voight contempla permitir que ella se suicide usando su uniforme azul, evitando así que enfrente las consecuencias legales por sus actos. Sin embargo, antes de que pueda llevar a cabo su decisión, Brennan es detenida por Jay Halstead y Hailey Upton, lo que la lleva a creer que Voight la traicionó alertando a sus compañeros.
Posteriormente, Voight confronta a Halstead, molesto por su intervención. Le advierte que si continúa desobedeciendo órdenes y entrometiéndose en sus asuntos, le pedirá que abandone la unidad. El altercado deja a Voight visiblemente furioso.
Con la muerte de Kelton y la disolución de sus planes políticos, la Unidad de Inteligencia logra conservar su lugar dentro del Departamento de Policía de Chicago, evitando ser desmantelada.

## Apariciones y crossovers
Apareció en Chicago Fire antes de que comenzara Chicago P.D., para obtener más información sobre las investigaciones, y en Law & Order: Special Victims Unit para ayudar. También aparece en Chicago Justice para testificar.
- Chicago Fire (temporada 1) :
  - "Cortesía profesional" (24 de octubre de 2012)
  - "Un minuto" (31 de octubre de 2012)
  - "Aferrándose" (7 de noviembre de 2012)
  - "Retrovisor" (14 de noviembre de 2012)
  - "¡Nazdarovya!" (13 de febrero de 2013)
  - "Retaliation Hit" (1 de mayo de 2013)
  - "Déjala ir" (15 de mayo de 2013)
- Chicago Fire (temporada 2) :
  - "Rima con Grito" (26 de noviembre de 2013)
  - "Le harás daño" (3 de diciembre de 2013)
  - "Un cohete despegando" (11 de marzo de 2014)
  - "Un día oscuro (1)" (29 de abril de 2014)
- Chicago Fire (temporada 3) :
  - "Nadie toca nada" (11 de noviembre de 2014)
  - "La llamábamos Jellybean" (28 de abril de 2015)
  - "Categoría 5" (5 de mayo de 2015)
  - "Espartaco" (12 de mayo de 2015)
- Ley y Orden: Unidad de Víctimas Especiales (temporada 16) :
  - "Chicago Crossover" (12 de noviembre de 2014)
  - "Daydream Believer" (29 de abril de 2015)
- Chicago Fire (temporada 4) :
  - "Un Sabor de la Ciudad de Panamá" (20 de octubre de 2015)
  - "Codos afilados" (24 de noviembre de 2015)
- Ley y Orden: Unidad de Víctimas Especiales : "Cacería humana a nivel nacional" (10 de febrero de 2016)
- Chicago Med : "Culpable" (29 de marzo de 2016)
- Chicago Fire : "Algunos triunfan, otros no" (3 de enero de 2017)
- Chicago Fire : "Trampa mortal" (1 de marzo de 2017)
- Justicia de Chicago : "Falso" (1 de marzo de 2017)
- Justicia de Chicago : "Principio de incertidumbre" (5 de marzo de 2017)
- Justicia de Chicago : "Veo algo" (7 de marzo de 2017)
- Chicago Fire : "Esconderse, no buscar" (8 de marzo de 2018)
- Chicago Med : "Contra la pared" (17 de octubre de 2018)
- Chicago Fire : "Lo que vi" (20 de febrero de 2019)
- Chicago Fire : "Infección Parte 1" (16 de octubre de 2019)
- Chicago Med : "Infección, Parte 2" (16 de octubre de 2019)